# لغات جرينلاند

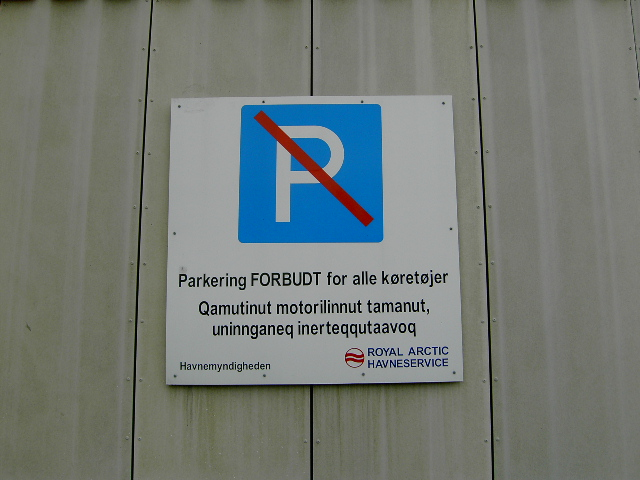

جرينلاند جزيرة تمثل إقليم حكم ذاتي تتبع الدنمارك، لغتها الرسمية هي الجرينلاندية تضاف إليها اللغة الرسمية في الدنمارك وهي الدنماركية.
اللغة الإنجليزية واسعة الاستخدام ويمكن التواصل بها مع السكان.